# NGC 5376
NGC 5376 este o intermediate spiral galaxy⁠(d) situată în constelația Ursa Mare. A fost descoperită în 24 aprilie 1789 de către William Herschel. Se află la o distanță de 35,32 de megaparseci de Pământ.